# Brachyarthrum
Brachyarthrum is een geslacht van wantsen uit de familie blindwantsen. Het geslacht werd voor het eerst wetenschappelijk beschreven door Franz Xaver Fieber in 1858.

## Soorten
Het genus bevat de volgende soort:

- Brachyarthrum limitatum Fieber, 1858